# Сутри
Сутри (на италиански: Sutri) е град и община с 6405 жители (на 1 януари 2009 г.) в Централна Италия в провинция Витербо в регион Лацио.
Намира се на 51 км севернозападно от Рим и на 27 км от град Витербо.
През древността се казва Sutrium. Според легендата Свети Петър изпраща тук за владика Ромул от Физоле.
През 728 г. тук се сключва договорът Дарението от Сутри между Лиутпранд, крал на лангобардите и папа Григорий II.